# 기타포괄손익누계액
기타포괄손익누계액(其他包括損益累計額)은 재무상태표일 현재의 기타포괄손익의 잔액으로 당기순이익에 포함되지 않는 평가손익의 누계액이다.

## 개요
기타포괄손익(其他包括損益)이란 일정기간 동안 주주와의 자본거래를 제외한 모든 거래(손익거래 등)와 사건으로 발생한 모든 순자산(자본)의 변동인 포괄손익에서 당기항목을 제외한 항목을 말하는 것으로 보고기간 종료일 현재의 잔액을 재무상태표의 기타포괄손익누계액으로 구분한다.

## 종류
- 기타포괄손익-공정가치측정금융자산평가손익
- 재평가잉여금(재평가차익)
- 재측정요소
- 해외사업환산손익
- 현금흐름위험회피 파생상품평가손실